# Contemporary hit radio
Đài phát thanh hit đương đại (tiếng Anh: Contemporary hit radio; còn có các tên gọi CHR, contemporary hits, hit list, current hits, hit music, top 40 hoặc pop radio) là một định dạng radio phổ biến ở các quốc gia Hoa Kỳ, Brazil, Vương quốc Anh, Canada, New Zealand và Úc, nhằm tập trung vào việc phát các ca khúc thịnh hành lúc bấy giờ và thường xuyên dựa theo tốp 40 của các bảng xếp hạng. Có một số các thể loại nhạc nhỏ, nhưng chủ yếu tập trung vào nhạc rock, pop hoặc nhạc Urban. Thời hạn của Đài phát thanh hit đương đại đã được đưa ra từ đầu những năm 1980 bởi tạp chí Radio & Records với mục đích theo dõi các bài hit trong top 40 và tiếp tục chơi các hit đó từ tất cả các thể loại nhạc như nhạc pop, làm phân tán nhạc của giới trẻ đương đại, urban đương đại và các định dạng khác.